# Temporada 1997 de Fórmula 3000 Internacional
La temporada 1997 de Fórmula 3000 Internacional fue la 13.º de dicha categoría. Comenzó el 11 de mayo en Silverstone y finalizó en Jerez de la Frontera el 25 de octubre. Ricardo Zonta logró el Campeonato de Pilotos.

## Escuderías y pilotos
| Escudería                 | N.º | Piloto                 | Rondas       |
| ------------------------- | --- | ---------------------- | ------------ |
| RSM Marko                 | 1   | Craig Lowndes          | Todas        |
| RSM Marko                 | 2   | Juan Pablo Montoya     | Todas        |
| Super Nova Racing         | 3   | Ricardo Zonta          | Todas        |
| Super Nova Racing         | 4   | Laurent Rédon          | Todas        |
| Team Astromega            | 5   | Boris Derichebourg     | Todas        |
| Team Astromega            | 6   | Soheil Ayari           | Todas        |
| Draco Engineering         | 7   | Cyrille Sauvage        | Todas        |
| Draco Engineering         | 8   | Pedro Couceiro         | Todas        |
| Apomatox                  | 9   | Fabrizio Gollin        | 1-3, 9       |
| Apomatox                  | 9   | Emmanuel Clérico       | 4            |
| Apomatox                  | 10  | Jean-Philippe Belloc   | 1-4          |
| Edenbridge Racing         | 11  | Werner Lupberger       | Todas        |
| Edenbridge Racing         | 12  | Max Wilson             | Todas        |
| Pacific Racing            | 14  | Oliver Tichy           | 1-8          |
| Pacific Racing            | 15  | Marc Gené              | 1-2          |
| DAMS                      | 16  | Grégoire de Galzain    | Todas        |
| DAMS                      | 17  | Jamie Davies           | Todas        |
| Durango Formula           | 18  | Stephen Watson         | Todas        |
| Durango Formula           | 19  | Gareth Rees            | Todas        |
| Auto Sport Racing         | 20  | Gastón Mazzacane       | Todas        |
| Auto Sport Racing         | 21  | Tom Kristensen         | Todas        |
| Nordic Racing             | 22  | Thomas Biagi           | 1-3          |
| Nordic Racing             | 22  | Marc Gené              | 4-6, 10      |
| Nordic Racing             | 22  | Mario Waltner          | 7-8          |
| Nordic Racing             | 22  | Gianluca Paglicci      | 9            |
| Nordic Racing             | 23  | Rui Águas              | Todas        |
| Bob Salisbury Engineering | 24  | Oliver Gavin           | 1-3          |
| Bob Salisbury Engineering | 24  | James Taylor           | 4-10         |
| Bob Salisbury Engineering | 25  | Thomas Schie           | Todas        |
| Den Blå Avis              | 26  | Jason Watt             | Todas        |
| DC Cook Motorsport        | 27  | David Cook             | Todas        |
| DC Cook Motorsport        | 28  | Patrick Lemarié        | 9-10         |
| Coloni Motorsport         | 29  | Markus Friesacher      | Todas        |
| Coloni Motorsport         | 30  | Emiliano Spataro       | 1-9          |
| Coloni Motorsport         | 30  | Oliver Tichy           | 10           |
| Ravarotto Racing          | 31  | Anthony Beltoise       | 1-7          |
| Ravarotto Racing          | 32  | Patrick Lemarié        | 1-5, 7       |
| GP Racing                 | 33  | Thomas Biagi           | 4-10         |
| Elide Racing              | 34  | Miguel Ángel de Castro | 10           |
| Arden International       | 35  | Christian Horner       | Todas        |
| KTR                       | 36  | Kurt Mollekens         | Todas        |
| Redman & Bright F3000     | 37  | Gonzalo Rodríguez      | 1, 3-7, 9-10 |
| DKS Racing                | 38  | Dino Morelli           | 1-4          |
| Fuente:                   |     |                        |              |

## Calendario
| Ronda   | Circuito                                       | País        | Fecha            |
| ------- | ---------------------------------------------- | ----------- | ---------------- |
| 1       | Circuito de Silverstone, Silverstone           | Reino Unido | 11 de mayo       |
| 2       | Circuito de Pau-Ville, Pau                     | Francia     | 19 de mayo       |
| 3       | Helsinki Thunder, Helsinki                     | Finlandia   | 25 de mayo       |
| 4       | Nürburgring, Nürburg                           | Alemania    | 29 de junio      |
| 5       | Autódromo de Pergusa, Pergusa                  | Italia      | 20 de julio      |
| 6       | Hockenheimring, Hockenheim                     | Alemania    | 26 de julio      |
| 7       | A1-Ring, Spielberg                             | Austria     | 3 de agosto      |
| 8       | Circuito de Spa-Francorchamps, Francorchamps   | Bélgica     | 22 de agosto     |
| 9       | Autódromo Internacional del Mugello, Scarperia | Italia      | 29 de septiembre |
| 10      | Circuito de Jerez, Jerez de la Frontera        | España      | 26 de octubre    |
| Fuente: |                                                |             |                  |

## Resultados
| Ronda | Ronda                | Pole Position      | Vuelta rápida      | Piloto ganador     | Escudería ganadora |
| ----- | -------------------- | ------------------ | ------------------ | ------------------ | ------------------ |
| 1     | Silverstone          | Ricardo Zonta      | Marc Gené          | Tom Kristensen     | Auto Sport Racing  |
| 2     | Pau                  | Juan Pablo Montoya | Juan Pablo Montoya | Juan Pablo Montoya | RSM Marko          |
| 3     | Helsinki             | Juan Pablo Montoya | Juan Pablo Montoya | Soheil Ayari       | Team Astromega     |
| 4     | Nürburgring          | Ricardo Zonta      | Ricardo Zonta      | Ricardo Zonta      | Super Nova Racing  |
| 5     | Pergusa              | Jamie Davies       | Jamie Davies       | Jamie Davies       | DAMS               |
| 6     | Hockenheim           | Tom Kristensen     | Juan Pablo Montoya | Ricardo Zonta      | Super Nova Racing  |
| 7     | Spielberg            | Juan Pablo Montoya | Ricardo Zonta      | Juan Pablo Montoya | RSM Marko          |
| 8     | Spa-Francorchamps    | Tom Kristensen     | Rui Águas          | Jason Watt         | Den Blå Avis       |
| 9     | Mugello              | Ricardo Zonta      | Ricardo Zonta      | Ricardo Zonta      | Super Nova Racing  |
| 10    | Jerez de la Frontera | Ricardo Zonta      | Ricardo Zonta      | Juan Pablo Montoya | RSM Marko          |

## Clasificaciones

### Sistema de puntuación
| Posición | 1.º | 2.º | 3.º | 4.º | 5.º | 6.º |
| Puntos   | 10  | 6   | 4   | 3   | 2   | 1   |

### Campeonato de Pilotos
| Pos.    | Piloto                 | SIL | PAU | HEL | NÜR | PER | HOC | SPI | SPA | MUG | JER | Puntos |
| ------- | ---------------------- | --- | --- | --- | --- | --- | --- | --- | --- | --- | --- | ------ |
| 1       | Ricardo Zonta          | DSQ | Ret | Ret | 1   | 2   | 1   | 2   | 5   | 1   | Ret | 39     |
| 2       | Juan Pablo Montoya     | Ret | 1   | Ret | 4   | 11  | 5   | 1   | DSQ | 3   | 1   | 37.5   |
| 3       | Jason Watt             | 4   | 12  | DNS | 2   | Ret | 4   | Ret | 1   | 2   | Ret | 25     |
| 4       | Jamie Davies           | 3   | 3   | Ret | 8   | 1   | 3   | 9   | 8   | EX  | Ret | 22     |
| 5       | Max Wilson             | Ret | 7   | Ret | 5   | 3   | 2   | 8   | 2   | 4   | 10  | 21     |
| 6       | Tom Kristensen         | 1   | 2   | Ret | 3   | Ret | Ret | 6   | Ret | EX  | Ret | 19     |
| 7       | Oliver Tichy           | 8   | 8   | 2   | 9   | Ret | 7   | 5   | Ret |     | 2   | 14     |
| 8       | Soheil Ayari           | Ret | 6   | 1   | 19  | Ret | Ret | 10  | Ret | 6   | Ret | 12     |
| 9       | Laurent Rédon          | Ret | 4   | Ret | 21  | 6   | Ret | 3   | 14  | 5   | 11  | 10     |
| 10      | Rui Águas              | Ret | 9   | 5   | 7   | Ret | DSQ | 4   | 9   | 12  | 5   | 7      |
| 11      | Pedro Couceiro         | 2   | Ret | Ret | 15  | DNS | Ret | 11  | 7   | Ret | Ret | 6      |
| 12      | Dino Morelli           | 5   | 11  | 3   | Ret |     |     |     |     |     |     | 6      |
| 13      | Cyrille Sauvage        | 7   | 5   | Ret | Ret | 8   | Ret | Ret | 4   | 9   | DSQ | 5      |
| 14      | Gareth Rees            | Ret | Ret | Ret | Ret | 16  | 11  | Ret | Ret | 7   | 3   | 4      |
| 15      | Boris Derichebourg     | 12  | 15  | 8   | Ret | 9   | DNQ | 13  | 3   | 22  | 15  | 4      |
| 16      | Patrick Lemarié        | 6   | 13  | 4   | 13  |     | Ret |     |     | 14  | DNQ | 4      |
| 17      | Craig Lowndes          | 14  | Ret | Ret | Ret | 4   | Ret | Ret | Ret | 21  | 9   | 3      |
| 18      | Werner Lupberger       | 11  | DNQ | DNQ | 18  | Ret | 14  | Ret | 13  | 11  | 4   | 3      |
| 19      | Kurt Mollekens         | EX  | 10  | Ret | DNQ | 5   | 6   | Ret | Ret | Ret | Ret | 3      |
| 20      | Stephen Watson         | 15  | DNQ | 6   | 16  | 7   | 12  | Ret | 6   | 15  | Ret | 2      |
| 21      | Christian Horner       | 16  | DNQ | DNQ | DNQ | DNQ | DNQ | 16  | DNQ | 17  | 6   | 1      |
| 22      | Gonzalo Rodríguez      | DNQ |     | Ret | 6   | Ret | 17  | 7   |     | 8   | Ret | 0.5    |
| 23      | David Cook             | Ret | DNQ | 7   | DNQ | Ret | DNQ | 14  | Ret | Ret | 7   | 0      |
| 24      | Grégoire de Galzain    | DNQ | DNQ | DNQ | 17  | Ret | 9   | 15  | Ret | EX  | 8   | 0      |
| 25      | Marc Gené              | 13  | DNQ |     | DNQ | Ret | 8   |     |     |     | Ret | 0      |
| 26      | Anthony Beltoise       | Ret | Ret | 9   | 14  | 12  | 13  | Ret |     |     |     | 0      |
| 27      | Jean-Philippe Belloc   | 9   | Ret | Ret | 20  |     |     |     |     |     |     | 0      |
| 28      | Gastón Mazzacane       | 10  | DNQ | Ret | 10  | 15  | 10  | 17  | 11  | 10  | Ret | 0      |
| 29      | Thomas Schie           | DNQ | 14  | DNQ | DNQ | DNQ | 15  | DNQ | 10  | 18  | Ret | 0      |
| 30      | Emiliano Spataro       | DNQ | DNQ | DNQ | 11  | 13  | 16  | 12  | Ret | Ret |     | 0      |
| 31      | Thomas Biagi           | DNQ | DNQ | DNQ | DNQ | 14  | 18  | Ret | Ret | 16  | 12  | 0      |
| 32      | Emmanuel Clérico       |     |     |     | 12  |     |     |     |     |     |     | 0      |
| 33      | James Taylor           |     |     |     | DNQ | DNQ | DNQ | DNQ | 12  | DNQ | DNQ | 0      |
| 34      | Fabrizio Gollin        | Ret | Ret | Ret |     |     |     |     |     | 13  |     | 0      |
| 35      | Markus Friesacher      | DNQ | DNQ | DNQ | DNQ | 17  | DNQ | DNQ | Ret | 19  | DNQ | 0      |
| 36      | Gianluca Paglicci      |     |     |     |     |     |     |     |     | 20  |     | 0      |
| NC      | Miguel Ángel de Castro |     |     |     |     |     |     |     |     |     | DNQ | 0      |
| NC      | Mario Waltner          |     |     |     |     |     |     | DNQ | DNQ |     |     | 0      |
| NC      | Oliver Gavin           | DNQ | DNQ | DNQ |     |     |     |     |     |     |     | 0      |
| Pos.    | Piloto                 | SIL | PAU | HEL | NÜR | PER | HOC | SPI | SPA | MUG | JER | Puntos |
| Fuente: |                        |     |     |     |     |     |     |     |     |     |     |        |

| Color     | Resultado                                                               |
| --------- | ----------------------------------------------------------------------- |
| Oro       | Ganador                                                                 |
| Plata     | 2.ª plaza                                                               |
| Bronce    | 3.ª plaza                                                               |
| Verde     | Finalizó en los puntos                                                  |
| Azul      | Finalizó sin puntos                                                     |
| Azul      | NC - No clasificado                                                     |
| Violeta   | Ret - No terminó (Carrera)                                              |
| Rojo      | DNQ - No se clasificó                                                   |
| Negro     | DSQ - Descalificado                                                     |
| Blanco    | DNS - No empezó (carrera)                                               |
| Blanco    | WD - Retirado (fin de semana)                                           |
| Blanco    | C - Carrera cancelada                                                   |
| Sin color | DNP - Inscrito pero no participó                                        |
| Sin color | INJ - Lesionado                                                         |
| Sin color | EX - Excluido                                                           |
| Estado    | Resultado                                                               |
| Negrita   | Pole position                                                           |
| Cursiva   | Vuelta rápida                                                           |
| †         | Abandona, pero clasifica al completar el porcentaje requerido para ello |